# Bon appétit (Katy Perry)
Bon appétit è un singolo della cantante statunitense Katy Perry, pubblicato il 28 aprile 2017 come secondo estratto dal quinto album in studio Witness.

## Descrizione
Undicesima traccia dell'album, il singolo ha visto la partecipazione del gruppo musicale hip hop Migos. In un'intervista ai Grammy Awards 2017, Perry ha definito il brano «piuttosto erotico» e che appartiene «a quel genere colorato della Katy Perry che amate tanto».

## Accoglienza
Nolan Feeney dell'Entertainment Weekly ha assegnato a Bon appétit una valutazione di B+, scrivendo che la cantante «è tornata a fare quel genere di canzone colorata e simpatica che non prova neanche ad andare minimamente per il sottile mentre elenca in tre minuti e mezzo tutte le metafore sul sesso possibili e immaginabili. In altre parole, quel tipo di canzoni per le quali è famosa». Jamie Milton, scrivendo per NME, ha definito il brano una «ricetta di magnificenza» e «il sound assolutamente energico, sicuro di sé e che crea dipendenza di questa estate 2017».
Anna Gaca di Spin ha assegnato invece una valutazione più severa al brano, definendolo «la carta più succulenta da giocare per Katy Perry, che è anche in collaborazione con i Migos. Parla di cucina e di allusioni non tanto velate alla vagina di Katy Perry che vi faranno accapponare la pelle».

## Tracce
Testi e musiche di Katy Perry, Max Martin, Shellback, Oscar Holter, Ferras Alqaisi, Quavious Marshall e Kiari Cephus e Kirsnick Ball.
Download digitale, streaming
1. Bon appétit (feat. Migos) – 3:47

CD promozionale (Regno Unito)
1. Bon appétit (feat. Migos) – 3:47
2. Bon appétit (No Rap Version) – 3:40
3. Bon appétit (Instrumental) – 3:47

Download digitale – MUNA Remix
1. Bon appétit (feat. Migos) (MUNA Remix) – 3:21

Download digitale – Martin Jensen Remix
1. Bon appétit (feat. Migos) (Martin Jensen Remix) – 2:56

Download digitale – 3LAU Remix
1. Bon appétit (feat. Migos) (3LAU Remix) – 3:04

## Formazione
Musicisti
- Katy Perry – voce
- Migos – voci
- Shellback – cori, tastiera, programmazione
- Oscar Holter – tastiera, programmazione

Produzione
- Katy Perry – produzione esecutiva
- Max Martin – produzione esecutiva, produzione
- Shellback – produzione
- Oscar Holter – produzione
- Sam Holland – ingegneria del suono
- Cory Brice – assistenza tecnica
- Jeremy Lertola – assistenza tecnica
- Peter Karlsson – montaggio parti vocali
- Dary "DJ Durel" McPherson – registrazione voci dei Migos
- Șerban Ghenea – missaggio
- John Hanes – assistenza al missaggio
- Randy Merrill – mastering

## Successo commerciale
Nella Official Singles Chart britannica il singolo ha debuttato alla 40ª posizione grazie a 13 931 unità, diventando la ventitreesima entrata della cantante in classifica e anche la sua ventitreesima top forty consecutiva.

## Classifiche

### Classifiche settimanali
| Classifica (2017) | Posizione massima |
| ----------------- | ----------------- |
| Australia         | 35                |
| Austria           | 64                |
| Belgio (Fiandre)  | 55                |
| Belgio (Vallonia) | 20                |
| Bulgaria          | 3                 |
| Canada            | 14                |
| Francia           | 21                |
| Germania          | 47                |
| Irlanda           | 42                |
| Italia            | 48                |
| Paesi Bassi       | 41                |
| Portogallo        | 57                |
| Regno Unito       | 37                |
| Repubblica Ceca   | 38                |
| Slovacchia        | 30                |
| Spagna            | 69                |
| Stati Uniti       | 59                |
| Svezia            | 54                |
| Svizzera          | 36                |
| Ungheria          | 39                |

### Classifiche di fine anno
| Classifica (2017) | Posizione |
| ----------------- | --------- |
| Belgio (Vallonia) | 83        |
| Francia           | 198       |
| Ucraina           | 184       |